# Rogers Arena
Die Rogers Arena ist ein Mehrzweckhalle im Stadtviertel Downtown der kanadischen Stadt Vancouver, Provinz British Columbia. Die Arena ist die Heimspielstätte der Eishockeymannschaft der Vancouver Canucks aus der National Hockey League (NHL) und der Lacrossemannschaft der Vancouver Warriors aus der National Lacrosse League (NLL). Früher waren auch die Vancouver Ravens aus der National Lacrosse League und die Vancouver Grizzlies aus der National Basketball Association (NBA) in „The Garage“ zu Hause. Die Ravens stellten 2004 den Spielbetrieb ein und die Grizzlies wurden aufgrund mangelnden Erfolges und zu geringer Zuschauerzahlen in die US-amerikanische Stadt Memphis, Tennessee, verlegt. Die Rogers Arena ist mit der Stadium-Chinatown Station an das Streckennetz des Nahverkehrssystems SkyTrain angeschlossen.

## Name
Am 29. März 1994 wurde der offizielle Name der Arena bekanntgegeben. General Motors of Canada wurde Namenssponsor für zwanzig Jahre und zahlte dafür 18,5 Mio. CAD. Seit 2010 trägt die Arena den Sponsorennamen des Telekommunikationsunternehmens Rogers Communications. Der Vertrag über die Namensrechte hat eine Laufzeit von zehn Jahren. Während der Olympischen Winterspiele 2010 trug die Halle nach den Vorgaben des IOC den werbefreien Namen Canada Hockey Place.

## Geschichte
Der Grundstein wurde am 13. Juli 1993 gelegt. Die Bauarbeiten selbst starteten erst kurz vor Weihnachten am 23. Dezember des Jahres. Im Jahr 1995 fertiggestellt wurde der damalige General Motors Place am 21. September des Jahres offiziell mit der Veranstaltung „Horizons: An Inaugural Celebration“ eröffnet. Mit einer privaten Finanzierung von 160 Mio. CAD wurde der Bau errichtet. Es war die erste privat finanzierte Mehrzwecksportarena in Kanada, seitdem der Maple Leaf Gardens in Toronto 1931 eröffnet wurde. Die Rogers Arena hat 1995 das Pacific Coliseum, die ehemalige Heimspielstätte der Canucks, abgelöst und ist damit heute einer der wichtigsten Austragungsorte für Veranstaltungen in Vancouver.
In der Rogers Arena, die in direkter Nachbarschaft zum BC Place Stadium liegt, stehen bei Eishockeyspielen 18.910 Plätze und zu Basketballpartien 19.700 Plätze zur Verfügung. Die Sportarena verfügt über 75 Luxussuiten und 2.195 Clubsitze. Das erste Eishockeyspiel bestritten die Canucks gegen die Mighty Ducks of Anaheim. Das Saisonvorbereitungsspiel fand am 23. September 1995 statt. Ihre Premiere in der neuen Halle feierten die Vancouver Grizzlies am 13. Oktober 1995 gegen die Portland Trail Blazers.
Am 17. November 2004 hat der Vorstand der Aquilini Investment Group, Francesco Aquilini, einen Vertrag mit John McCaw, dem damaligen Besitzer der Canucks, ausgehandelt, durch den er in den Besitz von 50 Prozent der Canucks und des Stadions kam. Rund zwei Jahre später, am 8. November 2006, wurde Francesco Aquilini zum alleinigen Inhaber der Vancouver Canucks und der Rogers Arena.
Mitte 2006 wurde die Arena mit einem „ProAd LED Ribbon Board“, elektronischen Werbebanden, welche den oberen Teil der Zuschauerränge bandförmig umrandet, ausgestattet. Kurz danach wurde die ursprüngliche Videowürfel durch ein neues „ProStar LED Scoreboard“ ersetzt. Der LED-Videowürfel bietet vier Bildschirme, die mit je 24 ft × 13,5 ft (7,32 m × 4,11 m) bis 2008 die größten Bildschirme in der NHL darstellten. Die Videoflächen (HD ready) können ein Spektrum von 4,4 Trillionen Farben wiedergeben. Hinzu kommt, dass das Rastermaß der einzelnen Pixel nur 10 mm beträgt. Des Weiteren befinden sich an den Ecken 13,5 ft × 5,5 ft (4,11 m × 1,68 m) große Bildschirme und an der Ober- und der Unterseite der Anzeigetafel je eine ringförmige Anzeige. Der Videowürfel wiegt 49.000 lbs (rund 22,2 t).
Seit 2018 ist mit den Vancouver Warriors wieder eine Lacrossemannschaft der NLL in der Arena beheimatet.

## Besondere Veranstaltungen
- Die erste Veranstaltung war ein Konzert von Bryan Adams am 18. September 1995.
- 2002: Königin Elisabeth II. warf am 6. Oktober 2002 bei einem Freundschaftsspiel der Vancouver Canucks gegen die San Jose Sharks im Rahmen eines zeremoniellen Faceoffs den Puck ein. Dabei wurde sie von der kanadischen Eishockeylegende Wayne Gretzky aufs Eis begleitet. Die Monarchin war aufgrund eines Besuches in Kanada anlässlich des goldenen Jubiläums ihrer Thronbesteigung während des ersten Spieldrittels anwesend.[5]
- 2005: Aufnahme des Musikvideos zum Lied City of Blinding Lights von U2 im GM Place
- 2007: Schauplatz des ersten Konzertes der Wiederzusammenführungstour der Band The Police
- 2007: Austragungsort der achten Spieles der Super Series 2007 zwischen den Juniorenmannschaften von Kanada und Russland am 9. September 2007
- 2007: NBA-Spiel der Preseason zwischen den Phoenix Suns und den Seattle SuperSonics am 26. Oktober 2007. Es war die erste NBA-Partie, die seit dem Abschied der Grizzlies in Vancouver stattgefunden hat.
- 2010: Spiele der olympischen Eishockeyturniere der Frauen und Männer. Zum ersten Mal bei Olympischen Spielen wurde das Eisflächenformat der NHL angenommen. Diese Entscheidung wurde gefällt, damit die Zuschauerzahlen und der damit verbundene Gewinn möglichst hoch ausfallen, was nicht der Fall gewesen wäre, wenn man ausschließlich für die Olympischen Spiele eine temporäre, kleinere Eishalle mit dem internationalen Eisflächenformat gebaut hätte.[6]

## Galerie

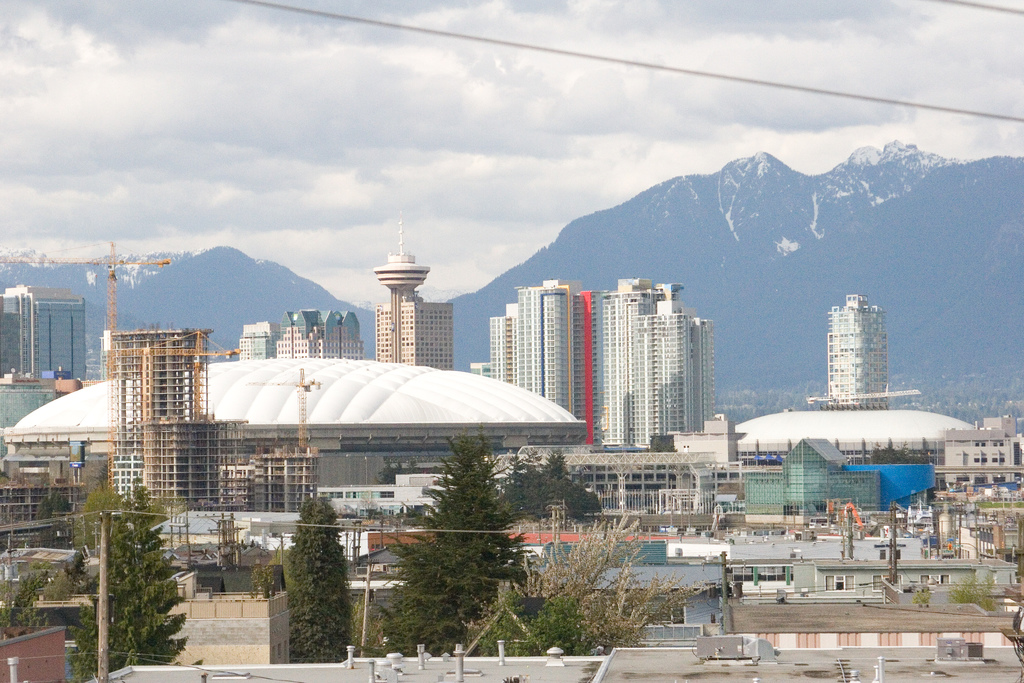
Die Rogers Arena (rechts) und das BC Place Stadium vor der Skyline von Vancouver (2007)
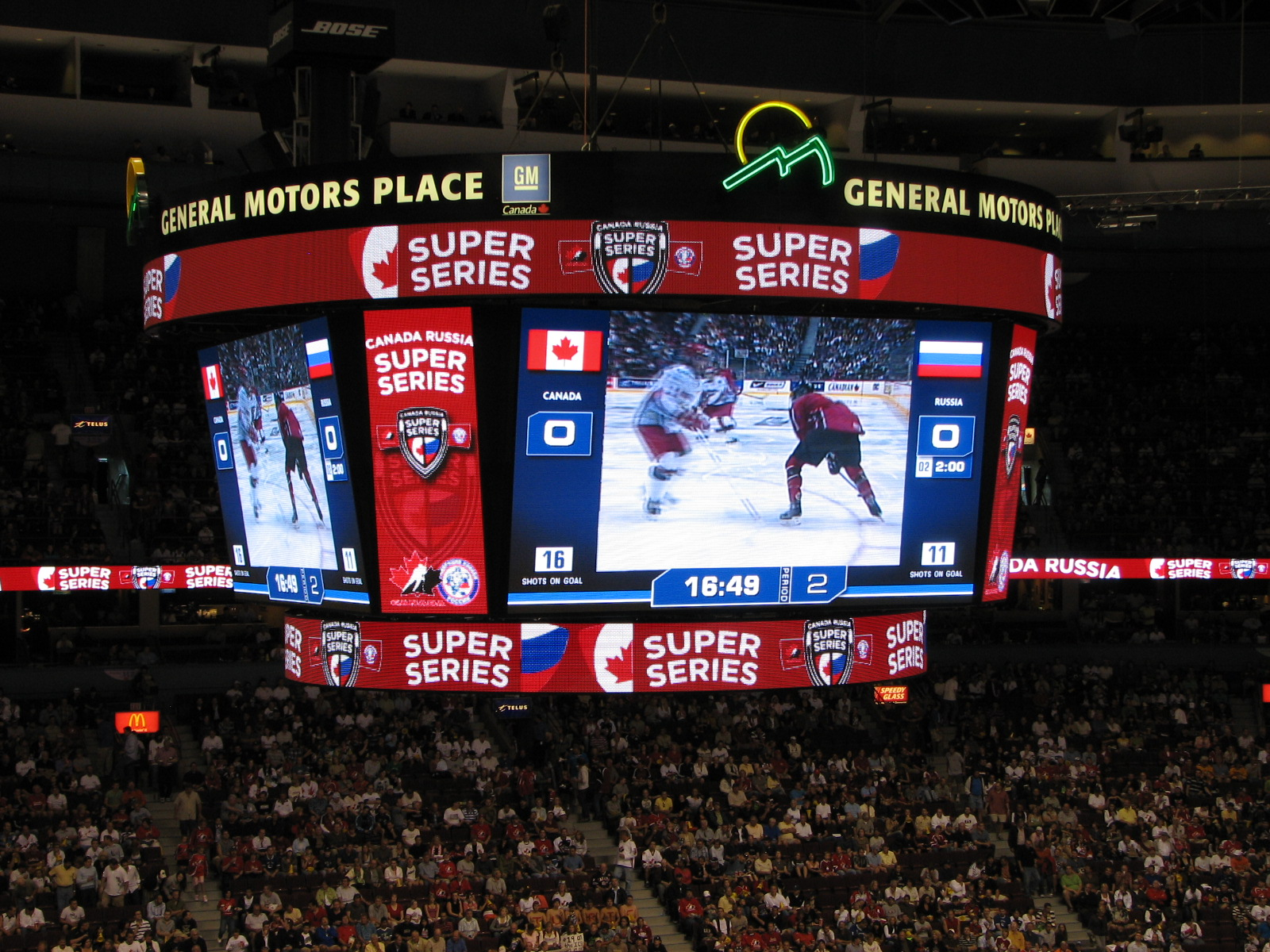
Der LED-Videowürfel während der Super Series 2007
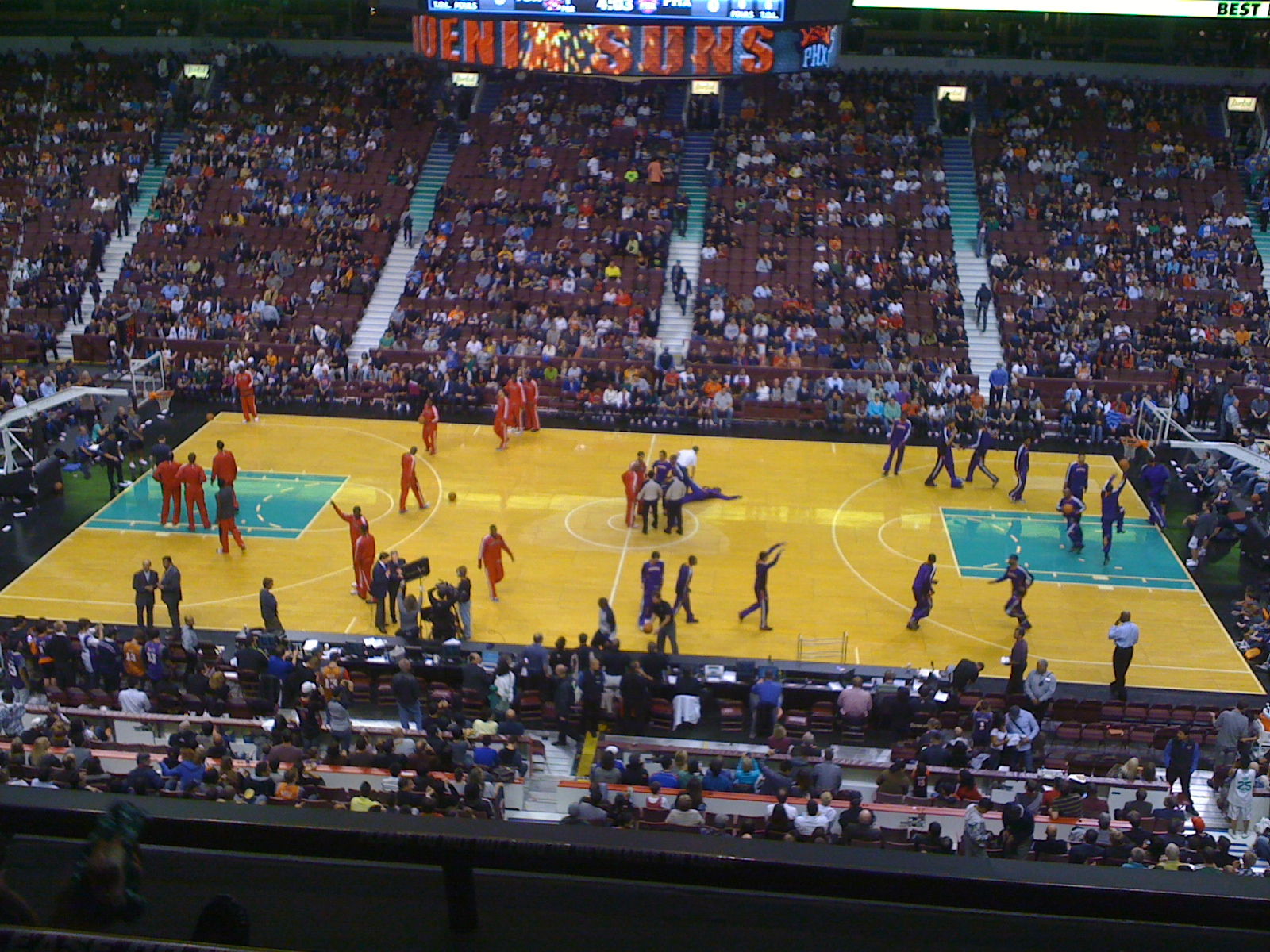
Testspiel der Phoenix Suns 2010 in der Halle
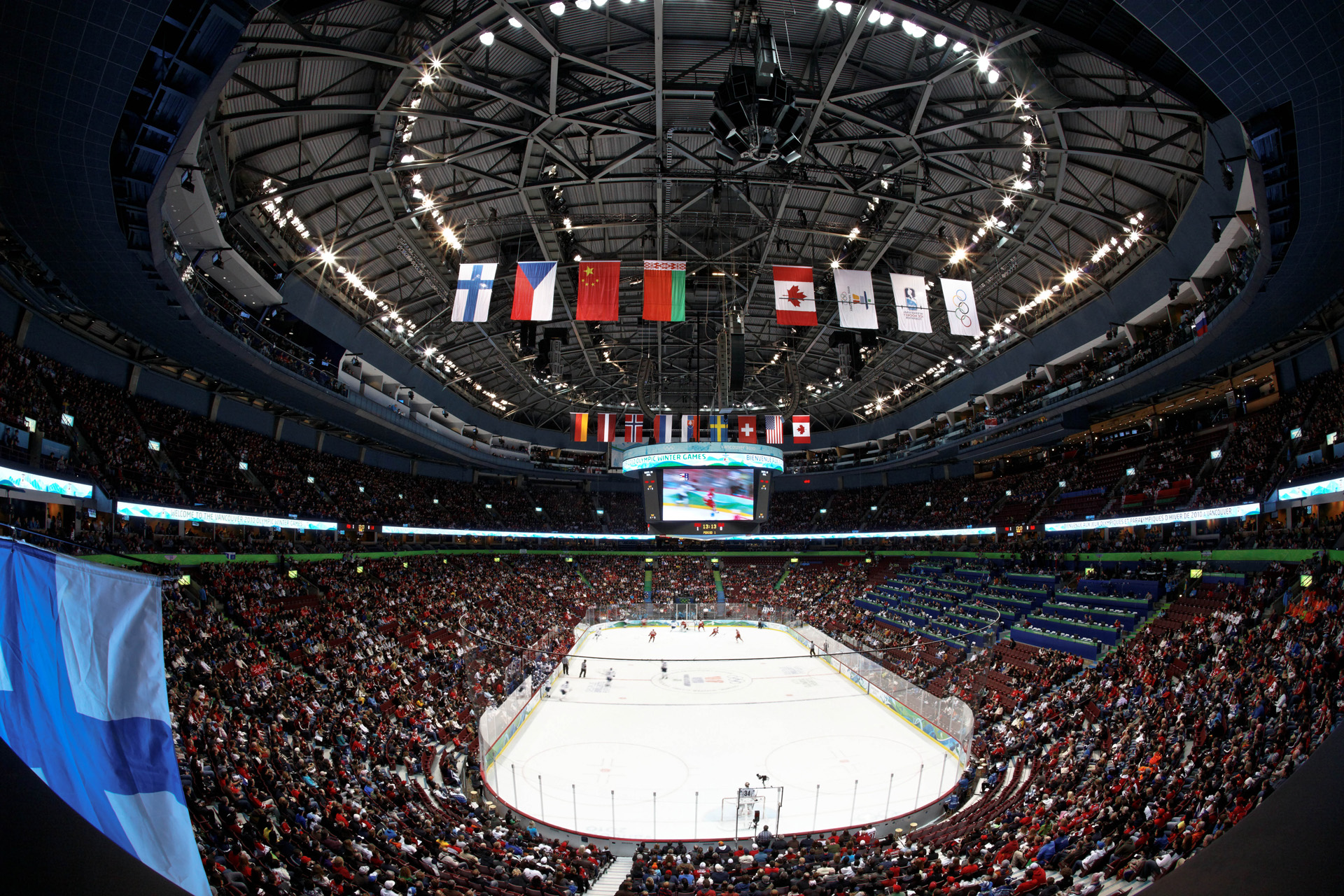
Die Arena beim Eishockeyspiel Finnland gegen Belarus der Olympischen Winterspielen 2010
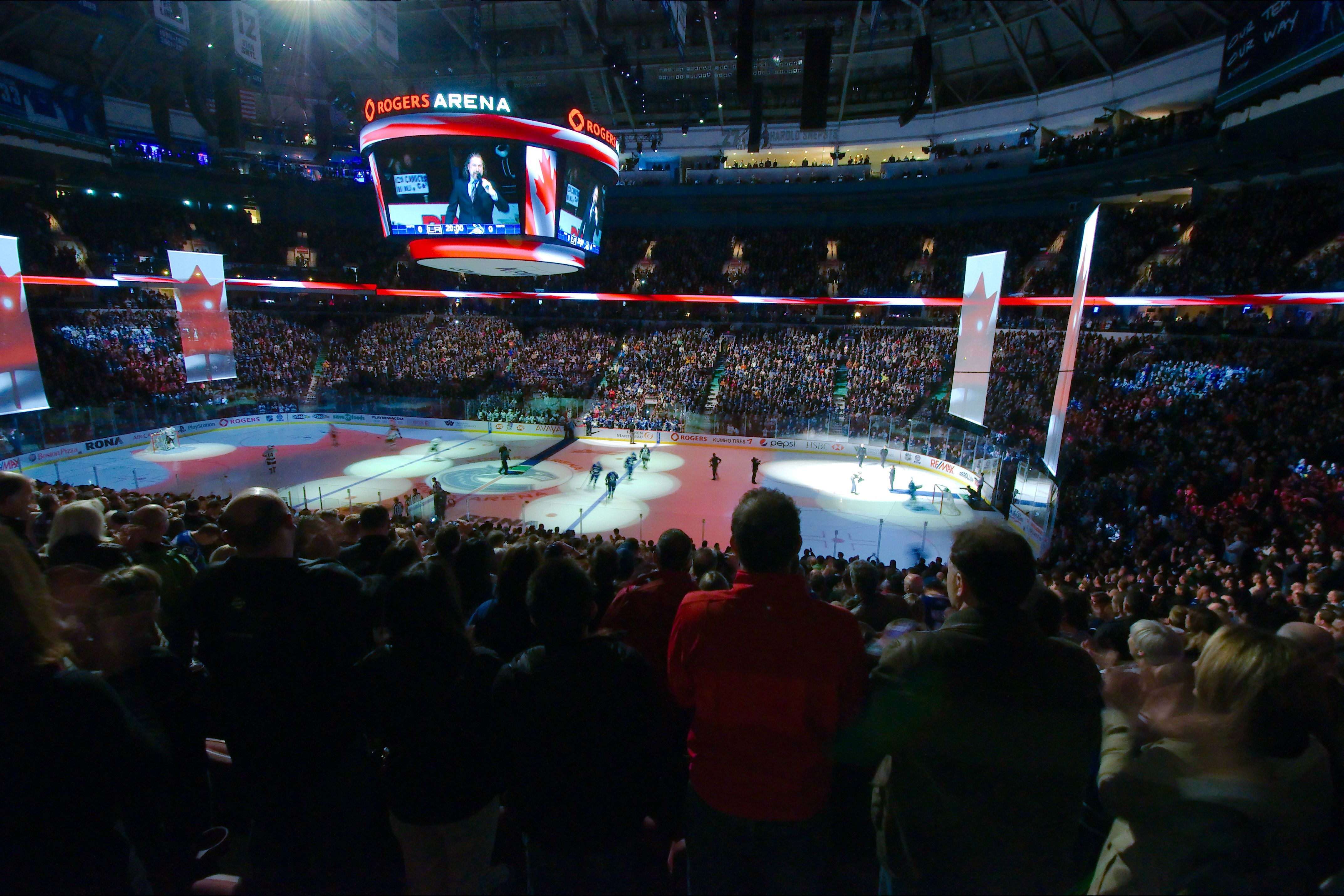
Innenraum der Rogers Arena (2013)
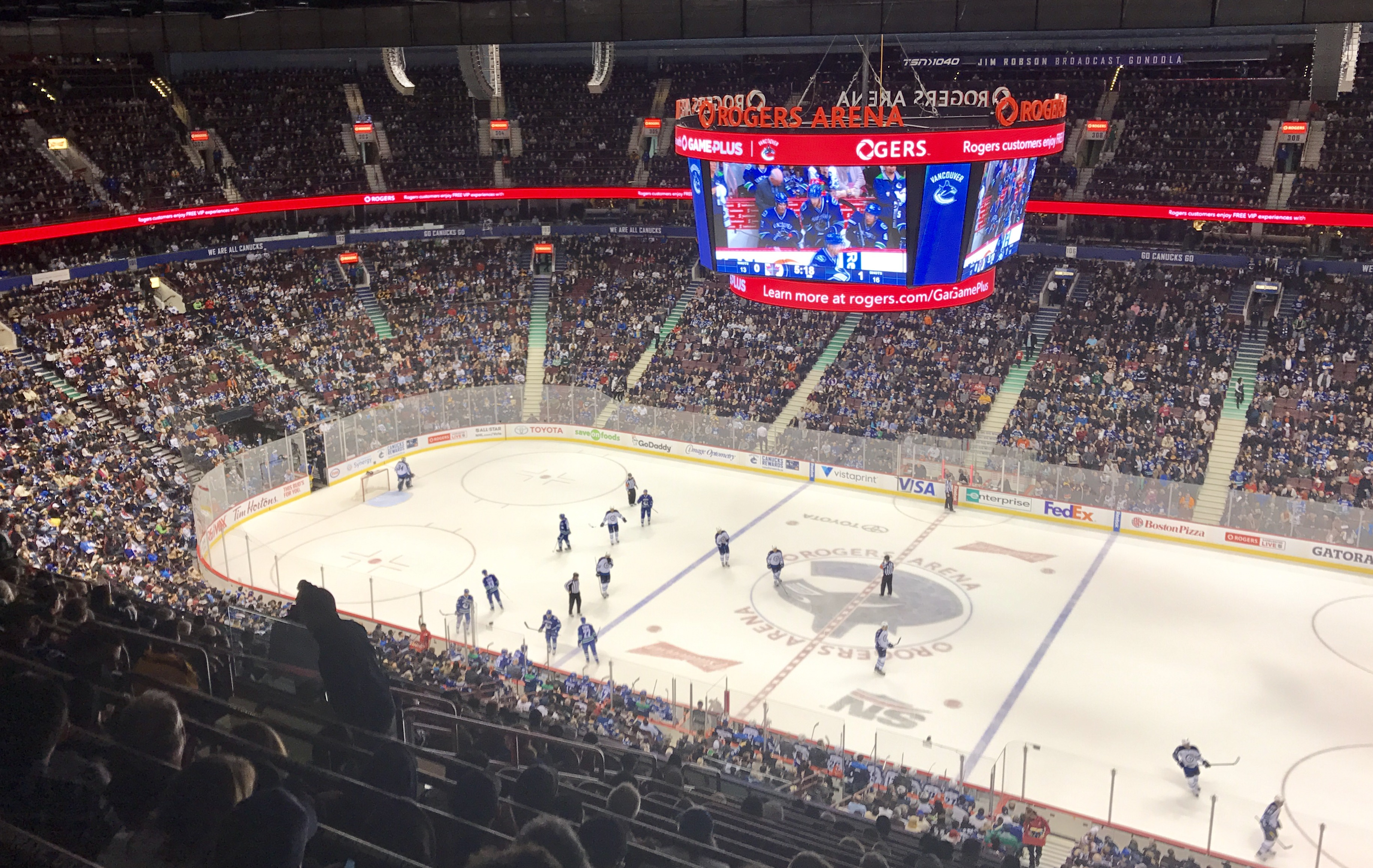
Rogers Arena 2016
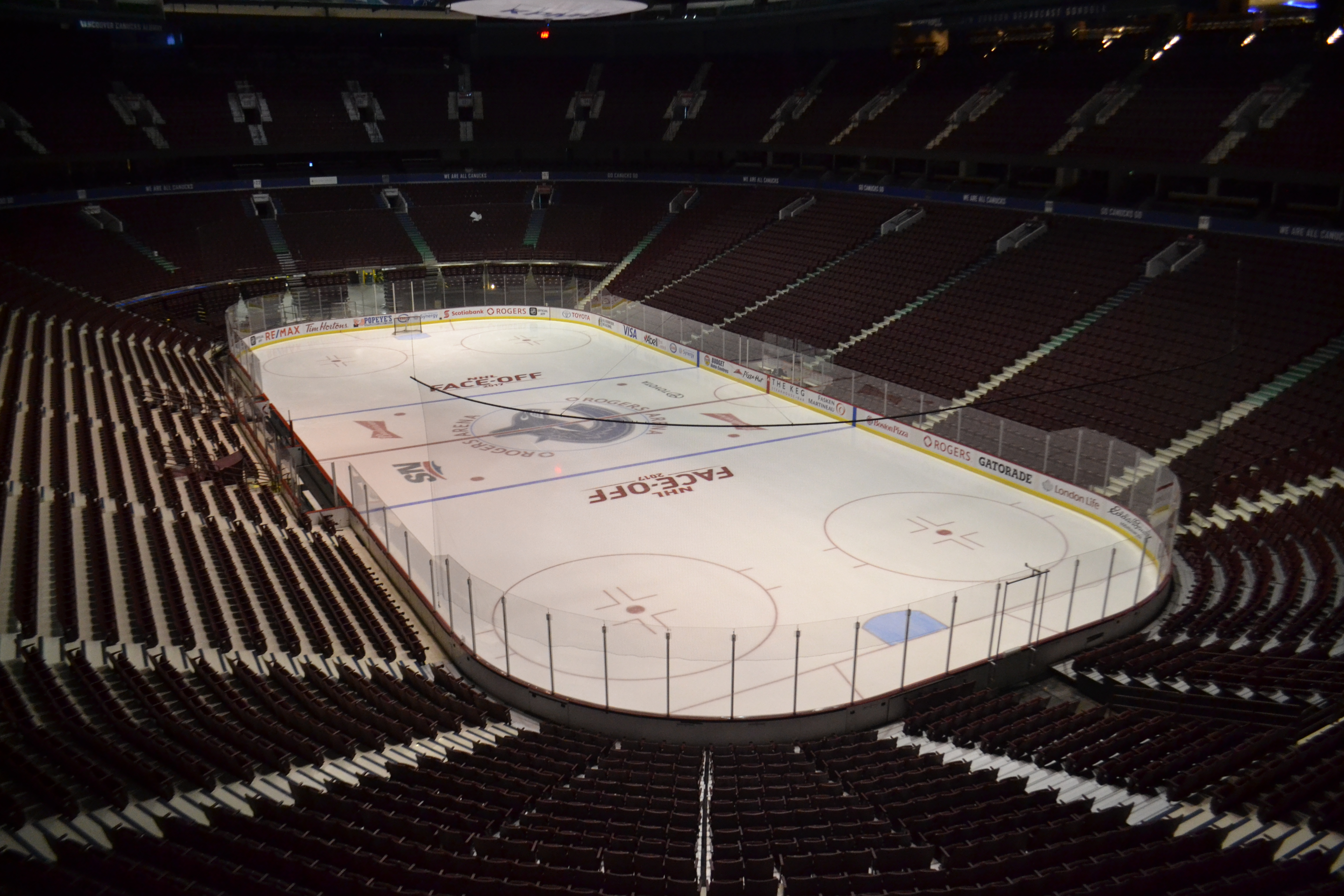
Die leere Arena (2017)